# Iwelin Popow
Iwelin Iwanow Popow (bulgarisch Ивелин Иванов Попов; engl. Transkription Ivelin Ivanov Popov; * 26. Oktober 1987 in Sofia) ist ein bulgarischer Fußballspieler.

## Karriere

### Verein
In seiner Jugend wurde Popow beim Club FC Septemwri Sofia ausgebildet. Er wechselte 2004 zu Lewski Sofia und ein Jahr später war er bei der Jugendmannschaft von Feyenoord Rotterdam aktiv, bevor er dann fünf Jahre bis 2010 für Litex Lowetsch spielte. Von 2010 bis 2012 stand er für zwei Jahre in Diensten des türkischen Erstligisten Gaziantepspor.
Zur Saison 2012/13 wechselte er zu FK Kuban Krasnodar.
Im Zuge der Verbreiterung des Kaders nach dem Gewinn der Champions League, soll der deutsche Rekordmeister FC Bayern München stark an der Verpflichtung von Popow zur Saison 2013/14 interessiert gewesen sein, was dem jungen bulgarischen Nationalspieler auch in Deutschland zu einem medialen Echo verhalf.
Im Sommer 2015 wurde Popow von Spartak Moskau verpflichtet.

### Nationalmannschaft
Seit 2007 spielte Popow 91 Mal für die bulgarische Fußballnationalmannschaft und erzielte dabei achtzehn Tore.

## Erfolge
- Russischer Meister: 2017
- Mit Gaziantepspor:
  - Spor Toto Pokal (1): 2012